# EchoStar
EchoStar Corporation – firma działająca w branży technologicznej, będąca właścicielem i operatorem floty satelitów. Ponadto przedsiębiorstwo projektuje oraz produkuje tunery cyfrowe (czyli set-top boxy) dla platform satelitarnych i kablowych, w tym m.in. dla Cyfrowego Polsatu.
W grudniu 2007 z firmy został wydzielony amerykański operator platform cyfrowych DISH Network.
W roku 2011 EchoStar zakupił dostawcę usług satelitarnych Hughes Communications.